# 淡水客運
淡水汽車客運股份有限公司（英語：Tamshui Bus Company, Ltd.），簡稱淡水客運，為中華民國私人企業，主要經營新北市公車、臺北市聯營公車，目前與指南客運、中興巴士、光華巴士、新北客運、基隆客運、統聯客運同屬中興集團，並於所有路線車輛內提供免費Wi-Fi服務。
淡水客運董事長呂良宗是1990年代上半期竄起的中華民國公車業界新霸主。淡水呂家由淡水客運起家，陸續成功購併中興巴士、新北客運與光華巴士，成為中興巴士集團。台灣高爾夫球名將呂良煥與呂西鈞都是呂良宗的親戚，呂良宗之弟呂清曾任國民大會代表。

## 歷史
1969年10月，三峽汽車運輸合作社成立。1974年8月1日改組成立淡水汽車運輸合作社。1977年3月1日因嗣後應發展業務需要改組為淡水汽車客運股份有限公司。

## 外部連結
- 中興巴士集團 （页面存档备份，存于）
- 暢行台北公車客運資訊站 （页面存档备份，存于）